# Guinate
Guinate est un hameau de l'île de Lanzarote dans l'archipel des îles Canaries. Il fait partie de la commune de Haría.

## Situation
Guinate est situé dans la vallée entre les volcans La Corona et Los Helechos

## Tourisme
Un jardin tropical a été construit à Guinate. Il est ouvert au tourisme.